# ФК Жељезничар Српско Сарајево
ФК Жељезничар из Српског Сарајева је основан на Грбавици 1993. године. Био је један од клубова који су учествовали у оснивању Фудбалског Савеза Републике Српске. Први шеф стручног штаба био је Јово Радовић, а први тренер је био Душко Бајић.

## Историја
Клуб је основан 1993. године на Грбавици. Био је један од клубова који су учествовали у оснивању Фудбалског савеза Републике Српске. Први шеф стручног штаба био је Јово Радовић, а први тренер је био Душко Бајић.
Жељезничар је у периоду 1993. — 1995. године организовао више пријатељских сусрета са Црвеном звездом, Партизаном, Сутјеском из Никшића, Будућношћу из Подгорице, Пролетером из Зрењанина, Могреном из Будве и другим.
Прву сезону је одиграо 1995/96. године у Првој лиги Републике Српске група „Исток“. Жељезничар је своју прву утакмицу одиграо са Пантерима из Бијељине 3. марта 1996. године, када је извојевао побједу резултатом 3:1. Ту сезону завршио је на 9. мјесту, и након бараж утакмице са Сутјеском из Србиња 2:1 и 3:7 је испао из Прве лиге Републике Српске и прешао у Другу лигу Републике Српске.
У овој сезони су у баражним утакмицама наступали: Драган Мацан, Младен Берјан, Синиша Крајишник, Љубиша Шешлија, Милан Међо, Никола Вукадин, Горан Мухаремовић, Драгослав Ђурђевић, Никола Лубура, Бојан Самарџић, Владимир Дрињак, Горан Гвоздић, Драган Бјелица, Недељко Лучић, Миле Марковић, Синиша Цвијовић.
Клуб се током сезоне 1996/97. такмичио у Другој лиги Републике Српске група „Српско Сарајево“ и исте године постао првак групе „Српско Сарајево“. Жељезничар се вратио у Прву лигу Републике Српске у сезони 1997/98. године, у којој није био успјешан, да би се потом поново вратио међу друголигаше. Након овога је дошло и до расформиравања клуба.

## Фузионисање
Током сезоне 1997/98. ФК Жељезничар се фузионисао са ФК Сарајевом у нови клуб ФК Сарајево, који је наставио такмичење у првој лиги Српске. Годину дана касније, у сезони 1998/99. ФК Сарајево се фузионисао са ФК Славијом. Сви играчи ФК Сарајева и ФК Жељезничара, просторије и Градски стадион у Источном Сарајеву, који је са изградњом започео ФК Жељезничар, припали су ФК Славији.